# Herberhausen (Göttingen)
Herberhausen (niederdeutsch Helpershusen) ist ein östlicher Stadtteil der Universitätsstadt Göttingen.

## Lage

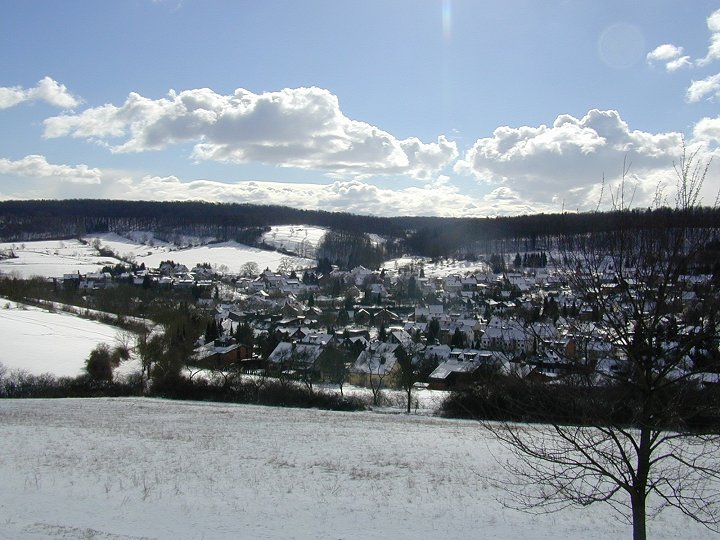
Blick über Herberhausen im Winter

Herberhausen liegt östlich der Göttinger Innenstadt im Tal der Lutter im westlichen Zentrum des Göttinger Waldes. Dieser umschließt die Gemarkung des Dorfes und der weiteren Göttinger Ortsteile Nikolausberg und Roringen auf allen Seiten bis auf das Luttertal, das nordwestlich Herberhausens ins Leinetal mündet. Die Entfernung zwischen der Kirche von Herberhausen und dem Alten Rathaus von Göttingen beträgt in Luftlinie rund 3,5 km. Die mittlere Höhenlage des Dorfes ist ca. 240 m ü. NN.
Verkehrsmäßig ist Herberhausen durch eine Stichstraße an die Bundesstraße 27 und die Herzberger Landstraße angebunden, die im Luttertal bei der „Knochenmühle“ nordwestlich des Ortes zusammenführen, außerdem ist Herberhausen mit der Buslinie 91/92 zu erreichen.

## Name
Bis ins 14. Jahrhundert ist für Herberhausen die Namensform Herborgehusen bzw. Herbergehusen überliefert. Erst am Ende des 14. Jahrhunderts setzt sich die gekürzte Namensform Herberhusen durch. Nach dem 16. Jahrhundert tauchen zunehmend Belege mit der hochdeutschen Namensform auf -hausen auf. Es handelt sich um einen der im südniedersächsischen Raum sehr zahlreichen Hausen-Orte. Der erste Bestandteil ist, wie bei diesen Orten üblich, ein Personenname, hier der weibliche Name Her(i)burg(a). In der niederdeutschen Varietät des Landkreises Göttingen hieß der Ort Helperhûsen bzw. Helpĕrshūsën.

## Geschichte
Herberhausen wird erstmals im Jahre 1293 in einer Urkunde schriftlich erwähnt, das Dorf ist allerdings sicher deutlich älter. Es gehörte wahrscheinlich großenteils zum Besitz der Esikonen und gelangte über den aus der Familie der Grafen von Reinhausen stammenden Bischof Udo an das Bistum Hildesheim. Ende des 14. Jahrhunderts wurde Herberhausen zum Stadtdorf von Göttingen, denn im Jahre 1372 belehnten die Herren von Gladebeck als Ministerialen des Bischofs von Hildesheim den Göttinger Ratsherrn Klingebil mit Gericht, Vogtei, Zinsen, Diensten usw. zu Herberhausen, und 1376 erhielt die Stadt Göttingen diese Rechte als ewiges Mannlehen vom Hildesheimer Bischof selbst verliehen.
Nach einer deutlichen Einwohnerzunahme im 19. Jahrhundert erweiterte sich nach dem Zweiten Weltkrieg auch das bebaute Gebiet des Dorfes und die Infrastruktur. Am 1. April 1963 wurde Herberhausen auf eigenen Wunsch in die Stadt Göttingen eingemeindet.

## Politik
Herbershausen hat einen Ortsrat, der neun Mitglieder umfasst. Seit der Kommunalwahl 2021 ist dieser wie folgt besetzt:
| Ortsrat Herbershausen 2021Insgesamt 9 Sitze - SPD: 4 - Grüne: 1 - parteilos: 1 - CDU: 3 Parteilos: Einzelkandidatin Vera Rohrdanz |

## Sehenswürdigkeiten

### Kirche

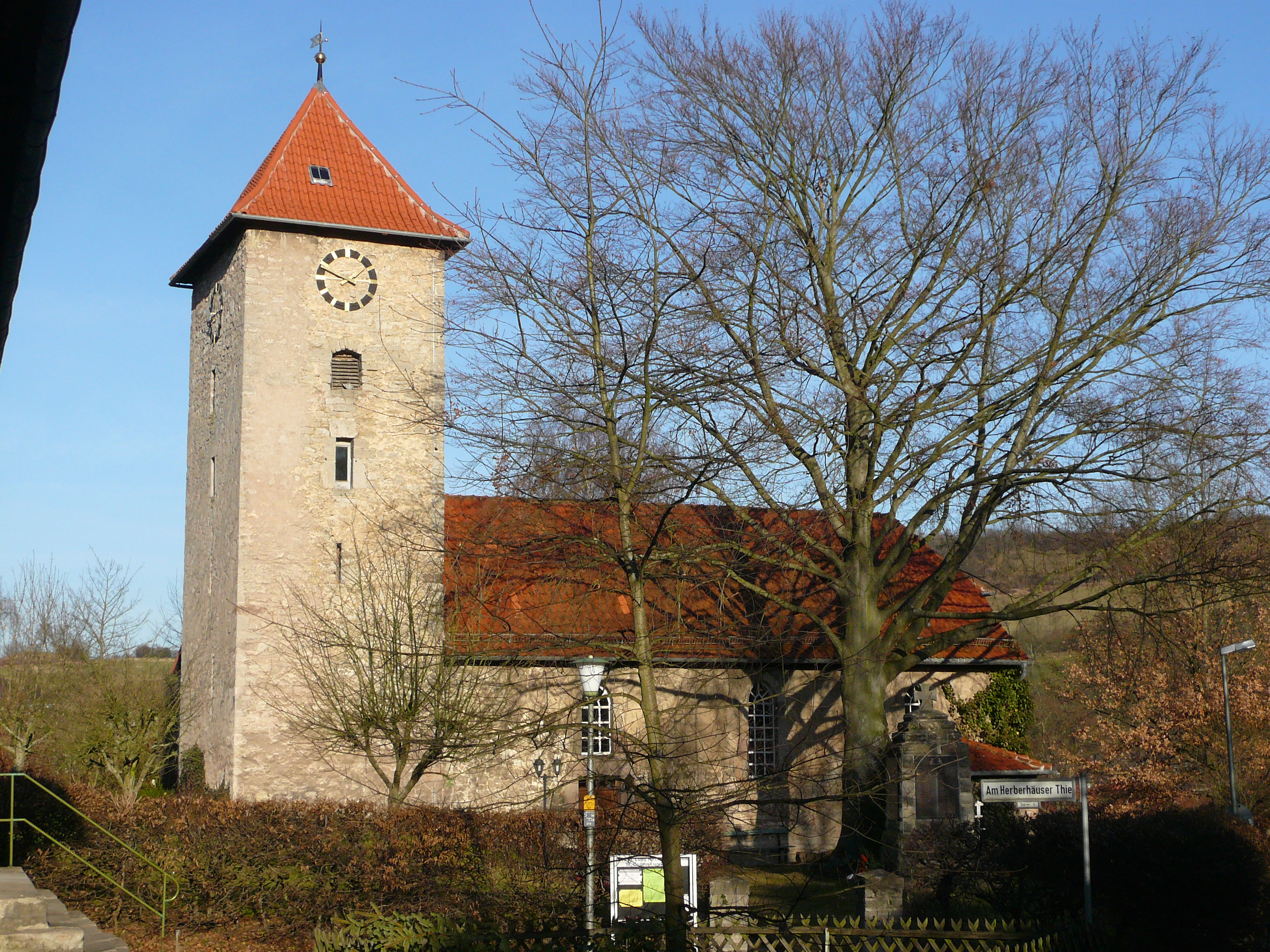
Dorfkirche St. Cosmas und Damian

Die evangelisch-lutherische Kirche St. Cosmas und Damian steht in Hanglage im alten Dorfkern und ist umgeben von Mauern des ehemaligen Friedhofs. Die Baugeschichte der vielfach veränderten und umgebauten Kirche ist nicht genau geklärt. Ältestes und im Kern noch mittelalterliches Gebäudeteil ist der mächtige Westturm. Daran schließt sich ein jüngerer Langhaussaal unter einem Satteldach an, mit Spitzbogenfenstern, geradem Ostschluss und Halbwalm über einem Fachwerkgiebel, der hoch über der Straße Pfarrweg aufragt. Die Bruchsteinfassaden des Langhauses werden geprägt vom Südportal, einem niedrigen, südlichen Sakristeianbau des 19. Jahrhunderts und einem mit angepasstem Bruchsteinmauerwerk angefügten, seitenschiffartigen Nordanbau von 1958–59.

### Thieplatz
Der dreieckige Thieplatz des Dorfes liegt gegenüber der Kirche. Aus Kalk-Bruchsteinen ist eine ringsum verlaufende Mauer errichtet, die die Anlage eines etwas erhöhten, ebenen Platzes am Hang ermöglicht. Die Bebauung um den Thieplatz herum vermittelt ein nahezu ungestörtes Bild dörflicher Fachwerkbauten aus der Zeit um 1800.

### Rippelmarken

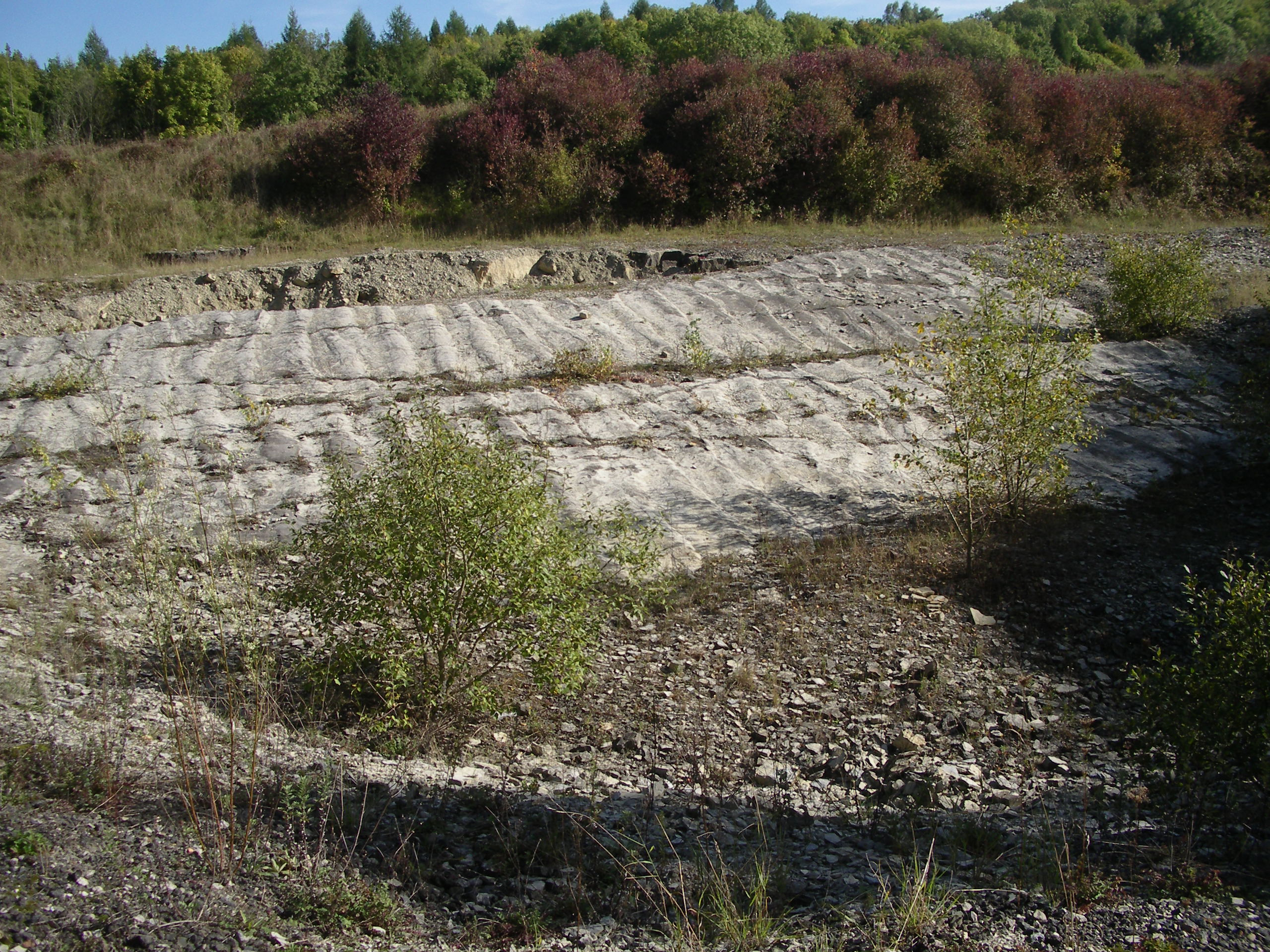
240 Mio. Jahre alter Meeresboden mit Rippelmarken.

Im Forststeinbruch etwa 1 Kilometer östlich von Herberhausen liegt der Meeresboden aus der Zeit von vor 240 Millionen Jahren zutage. Damals befand sich hier das Muschelkalkmeer, ein Nebenmeer der Tethys. Zu sehen sind die am Meeresboden durch Strömungseffekte entstandenen Rippelmarken. Der Steinbruch ist offiziell gesperrt, es werden jedoch Führungen durch das Stadtforstamt bzw. das Geowissenschaftliche Zentrum der Universität angeboten.

### Kartoffelstein
In unmittelbarer Ortsnähe steht auf einem als Naturdenkmal ausgewiesenen Hügel der Kartoffelstein. Dieser Gedenkstein wurde 1852 als Dank für eine reiche Kartoffelernte nach mehreren Missernten in Folge errichtet. Von ihm aus überblickt man einen Teil von Herberhausen.

## Freizeit
Herberhausen ist durch seine Lage als Naherholungsziel für Spaziergänge und Wanderungen geeignet. Auf dem Gebiet des Stadtteils befindet sich der Hügel Kartoffelstein, der als Naturdenkmal ausgewiesen ist. Ebenfalls gibt es im Stadtteil ein Landgasthaus sowie eine Dorfschänke.

## Vereinsleben
- TSV Herberhausen 07 e. V.
- Männergesangsverein (MGV Herberhausen)
- Heimatverein

## Statistik
Einwohnerzahl (2019): 1770, davon 1647 mit Hauptwohnsitz
Fläche der Gemarkung: 1521,22 ha (überwiegend Wald)

## Persönlichkeiten
- Brunk Meyer (1929–2005), Bodenkundler, der von 1967 bis 1997 als ordentlicher Professor am Institut für Bodenkunde der Georg-August-Universität Göttingen lehrte, lebte und wurde begraben in Herberhausen.